# Couvre-fenêtre

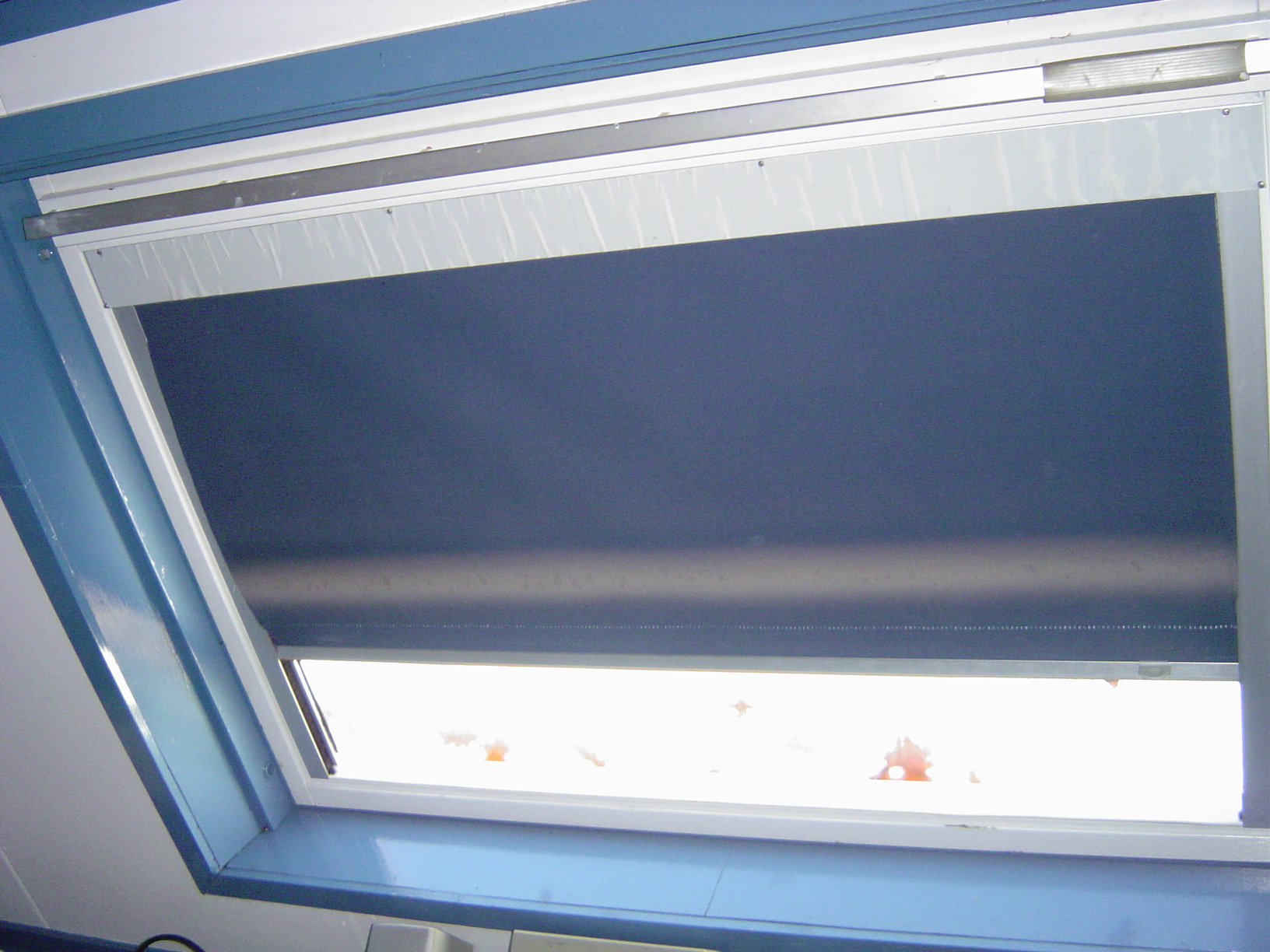
Rideau occultant d'un châssis à tabatière.

Un couvre-fenêtre est un équipement utilisé pour recouvrir une fenêtre dans le but de contrôler la lumière du soleil, de fournir une étanchéité supplémentaire, de préserver la vie privée ou à des fins purement décoratives.

## Types de couvertures
- Rideaux (draperie, shade, valence ou cache-rideau)
- Store (dont store vénitien et mini store (en))
- Volet
- Voilage (shade) faisant office de brise-soleil
- Film solaire (en).